# Aleksandar Badaj
Aleksandar Badaj  (Cernik, 9. ožujka 1858. – Zagreb, 28. siječnja 1937.) bio je hrvatski pravnik, član Hrvatskoga sabora i visoki dužnosnik i zakonopisac.

## Životopis
Rođen u Cerniku. Studij prava završio u Zagrebu, zatim postaje odvjetnik u Zemunu. Član zemunskog poglavarstva. Kad je 1900-1902. redarstvo htjeli izgnati Stjepana Radića koji je tad boravio u Zemunu i oštro pisao protiv Hedervaryja u listu Živoj Domovini, tadašnji istaknuti član poglavarstva i Hrvatskog sabora Badaj se tomu energično suprotstavio odvjetnik.  Godine 1906. imenovan za predstojnika za pravosuđe u vladi. Ponovno na to mjesto dolazi 1917. u vladi Hrvatsko-srpske koalicije, 1918. postaje član revolucionarne vlade, a 1919. predsjednik Stola sedmorice. Poznat je kao jedan od odličnih zakonopisaca.
Bio je predsjednik Hrvatskoga pjevačkog društva Odjek iz Zemuna.
Zagrebački arhitekt Milan Pilar projektirao je 1892. stambenu zgradu odvjetnika Badaja (danas kuća obitelji Ignjatović).